# Ramire Ier (roi des Asturies)
Pour les articles homonymes, voir Ramire Ier.
Ramire Ier, né vers 790, certainement à Oviedo, et mort le 1er février 850 dans son palais de Naranco à Oviedo, est roi des Asturies.
Ramire Ier est le cousin et successeur d'Alphonse II le Chaste, qui lui confie le gouvernement dès 835. Après une rébellion, il règne en tant que roi des Asturies, de 842 à 850. Ramire vit dans une période de guerre continuelle contre les musulmans. Il bat les Maures à la bataille de Clavijo, victoire qui vaut aux Wisigoths des Asturies Calahorra et ses environs.
Après l'élection comme roi de Ramiro, on abandonne définitivement la succession élective dans le royaume des Asturies, caractéristique des rois wisigoths  et des premiers monarques asturiens, pour la succession héréditaire.

## Sa famille

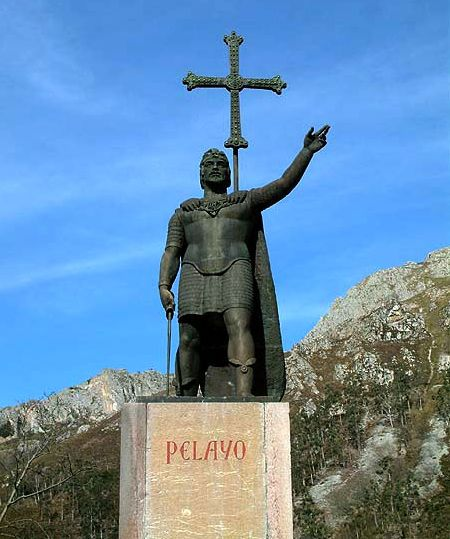
Pélage, vainqueur à Covadonga et premier roi des Asturies.

Ramire Ier est le fils de Bermude Ier, roi des Asturies, roi de Léon de 788 à 791, mais aussi diacre, et de Ozenda (Ursinda), qui serait selon certains auteurs une fille de Flavio Ataúlfo, magnat galicien, lequel serait lui-même petit-fils de Wittiza, roi wisigoth d'Espagne régnant de 698-702 à 709-710.
Alphonse II le Chaste lui cède le trône, car il n’a pas de fils. Il se décharge sur lui bien avant 842 d'une grande partie du fardeau de la royauté. Pour prévenir les troubles qui presque toujours accompagnent l'élection d'un souverain, les rois des Asturies prennent la précaution de nommer leur successeur, et de faire approuver leur choix par les grands. C’est ainsi qu'Alphonse avait assuré la couronne à Ramire, en vain. 

## Biographie

### Népotien (842)
Ramire Ier, désigné  successeur d'Alphonse II le Chaste, dès l'an 835, parti se marier, est absent lorsque ce roi meurt en 842. Il est dans la famille de sa seconde femme, Paterna de Castille, dans le comté de Bardulia. Népotien, le principal officier de la cour, profite de l'absence de Ramire, et usurpe la couronne. C’est la première des rébellions fomentées par des groupes montants de l'aristocratie courtisane et par des grands propriétaires, qui sur la base du développement économique de la région, tentent de supplanter la famille régnante des descendants de Pelayo.

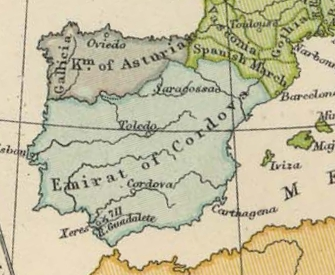
Espagne en 814.

Cette importante rébellion de Népotien fait partie de ce processus de transformation économique, politique, sociale et culturelle du royaume asturien qui aura lieu entre le VIIIe siècle et le IXe siècle. Le soulèvement de Népotien trouve un soutien dans quelques régions asturiennes et bien entendu chez les Basques. Des Galiciens s'unissent à la cause de Ramire Ier. Le roi, avec une rare vigueur de décision, rassemble près de Lugo une forte armée, et entre dans les Asturies, où il met tout à feu et à sang. Népotien marche au-devant de lui. Les deux armées se rencontrent près de la Narcea, à l'ouest d'Oviedo. Mais à l'approche de Ramire, au pont de Cornellana, Népotien est abandonné par ses troupes, et prend la fuite. Il est arrêté et conduit à Ramire, qui le relègue dans un monastère, après lui avoir fait arracher les yeux. Ramire Ier est élu roi, après cette guerre civile, par les alto omes.

### Le début de son règne (842)
Ramire emploie la tactique dont Alphonse s’était déjà servi plusieurs fois avec succès. Il profite pour s'agrandir des divisions qui règnent parmi les Maures ; souvent même il favorise les rebelles par des secours d'armes, de vivres et d'argent. Il construit à Logroño l'église Santiago et crée le premier ordre de chevalerie.

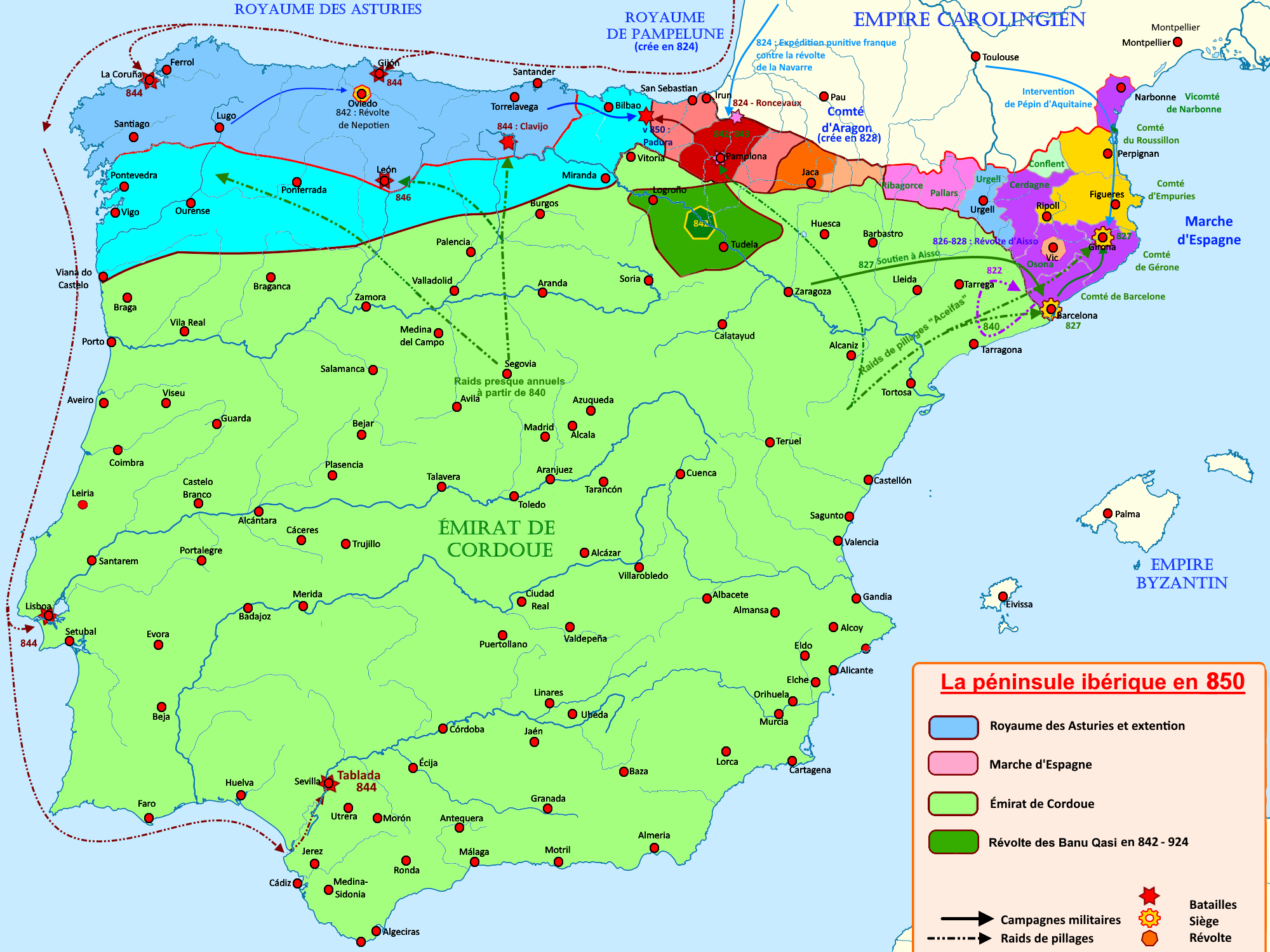
Le Royaume des Asturies de 814 à 850.

### Les Vikings (844)

Bannière royale de Ramiro.

En 844, une flotte normande apparait sur la côte de Gijón. Les guerriers qui débarquent ne sont pas stoppés et pénètrent jusqu'au lieu que les chroniques appellent le Phare de Brigantio (La Corogne). Au bruit des excès commis par ces ennemis nouveaux, Ramire rassemble ses gens, marche contre les pirates, en tue un grand nombre et brûle septante bateaux. Il les force à abandonner leur butin et à fuir sur les bateaux restants, qui seront ultérieurement dispersés par la tempête. Selon d’autres chroniques, les Normands poursuivent leurs incursions vers Al Andalus.
En 844, Ramire, subit une sévère défaite à Albelda (es), face à l'armée de Abd al-Rahman II.

### La bataille de Clavijo (844)

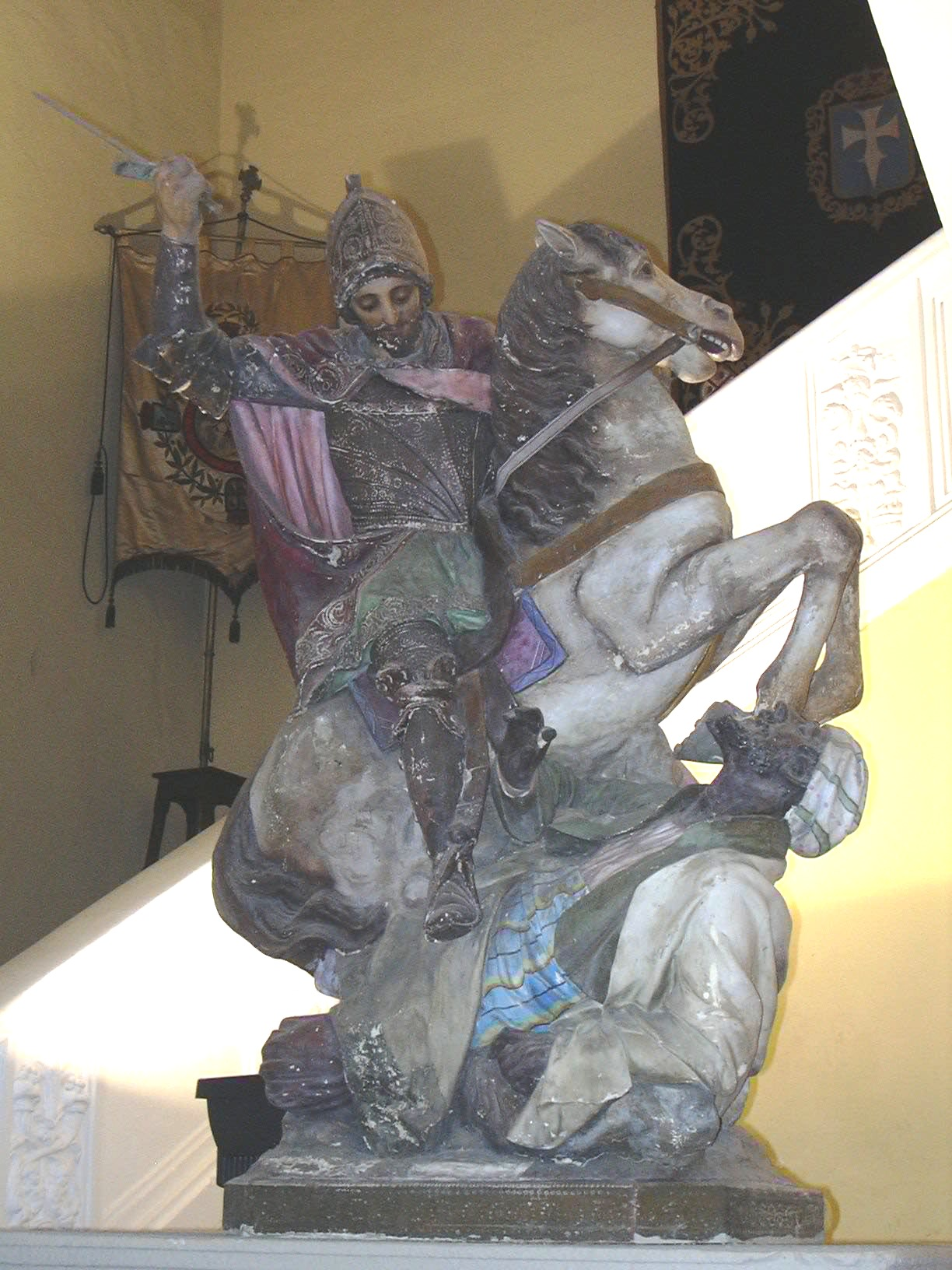
Saint Jacques en matamore.

Ce roi livre la bataille de Clavijo. La bataille de Logroño est une bataille, probablement légendaire, qui oppose au IXe siècle Ramire à l'armée maure de Abd al-Rahman II. S'étant retiré sur la proche colline de Clavijo pour passer la nuit, saint Jacques lui apparaît en songe, l'encourage à reprendre les armes le lendemain et l'assure de sa protection. Au cours de ce nouveau combat, monté sur un destrier étincelant de blancheur, l'apôtre prête main-forte à ses protégés, qu'il mène à la victoire, et libère du tribut des cent vierges que l'émir percevait chaque année depuis le règne de Mauregatus (783-788), septième roi des Asturies.
Le 25 mai 844, en signe de gratitude, le roi Ramire institua le Voto de Santiago, un tribut dû à la cathédrale de Compostelle, renouvelable chaque année, sur les céréales, par les agriculteurs du nord de l'Espagne. Il ne sera aboli qu'en 1812 par les Cortès de Cadix.
Les historiens souligneront les invraisemblances de la légende. La seule bataille certaine opposera en fait, près d'un siècle plus tard, en 938 et à Siriancas, Ramire II (892-930-950) à 'Abd al-Rahmān III al-Nāsir (889-912-961.)
C’est la première manifestation historique de saint Jacques en matamore. Ces événements mythiques ont sur l'Espagne renaissante un effet considérable. L’écho de la victoire de Clavijo, qu'elle soit vraie ou fausse, mobilisera tout un peuple et transformera un ensemble de guerres régionales en une croisade nationale, la Reconquista.
Après cette bataille le cri de guerre devint : ¡ Santiago y cierra España ! qui peut se traduire par Saint Jacques et reste ferme Espagne !

### La bataille d'Alvéda (846)
L'an 845, les Maures prennent, pillent et brûlent la ville de León.
En 846, Ramire, roi des Asturies, voulant reconquérir les territoires détenus par les musulmans fait une irruption dans la Vieille-Castille. Abd al-Rahman II, leur roi, se met à la tête de ses troupes, et rencontre l'ennemi dans la plaine d'Alvéda, une place forte. Le combat est sanglant. On fait éclater cette fureur ordinaire aux nations divisées par l'intérêt, ennemies par religion. La nuit seule sépare les combattants. Ramire voyant son armée considérablement diminuée, profite des ténèbres pour se retirer sur un coteau voisin. Cette retraite fait croire aux Sarrasins qu’ils sont vainqueurs. Ils attendent le jour en célébrant leur triomphe, lorsque tout à coup les Chrétiens, animés par le désespoir aux premiers rayons de lumière, les pressent, les accablent et les mettent en fuite à leur tour. La prise d'Alvéda et de Calahorra est le fruit de cette victoire.

### La fin de son règne

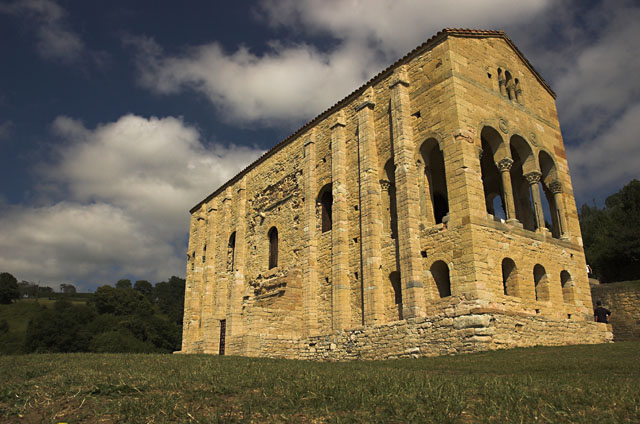
Santa María del Naranco est un palais de Ramiro qui deviendra une église.

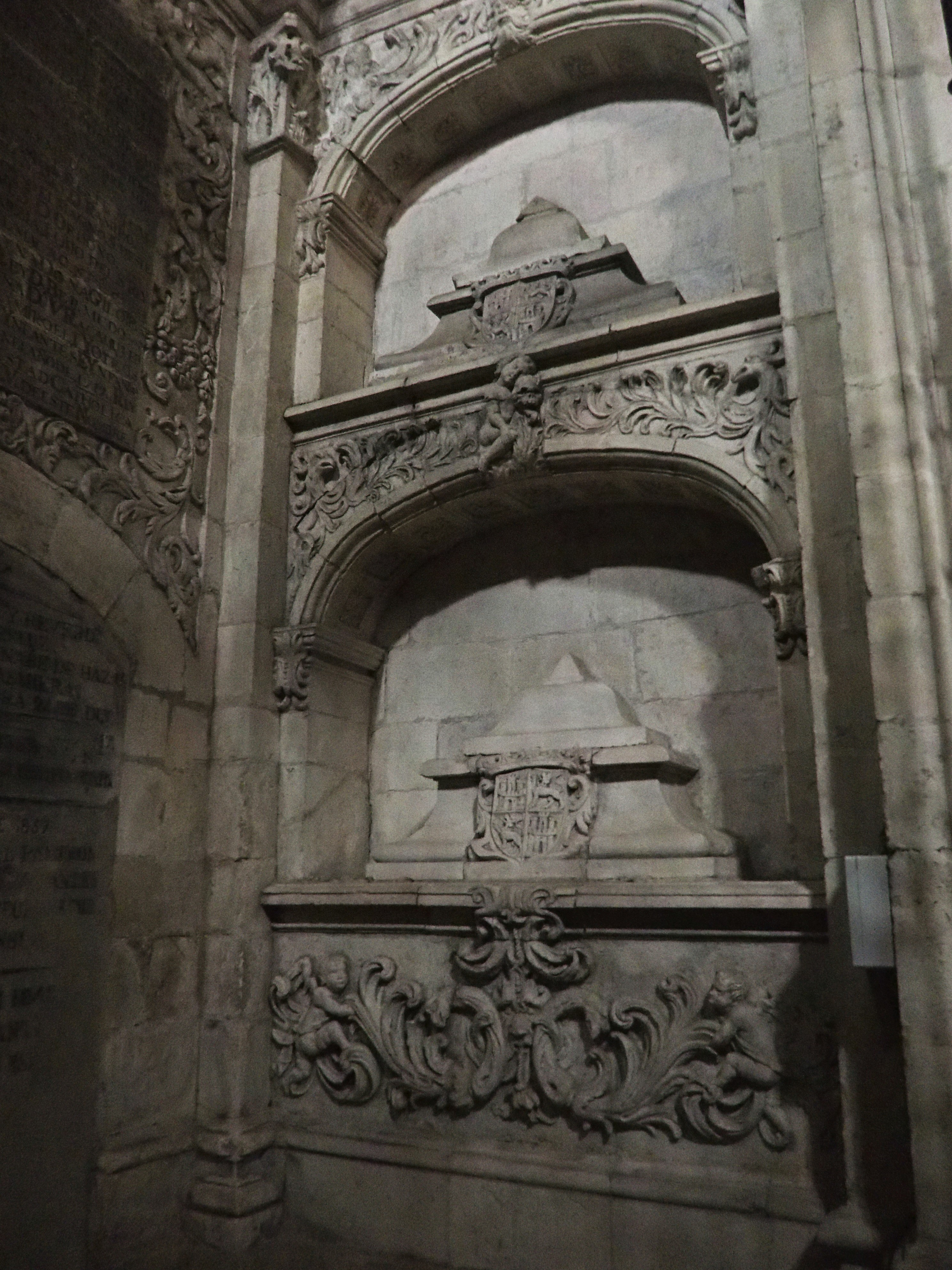
Vue de la sépulture de Ramire Ier.

Toutes les chroniques appellent ce prince une verge de justice. Ramire nettoie les routes des brigands dont elles sont infestées, en faisant crever les yeux à tous ceux que l'on arrête Il envoie en même temps au bûcher bon nombre de prétendus sorciers, préludant de la sorte aux autodafés.
D'autres révoltes viennent encore troubler ce règne agité. Elles prouvent que la royauté des Asturies vaut déjà la peine d'être convoitée. Un grand du palais Aldrete (Aldroïtus), ayant conspiré contre son souverain, a aussi les yeux crevés, aux termes de la loi gothique. L'an 848, il découvre une conjuration formée contre lui, et punit de mort Piniola, qui en était le chef, et ses sept fils.
Ramire Ier meurt âgé, d’une fièvre aiguë, le 1er février 850 dans son palais de Naranco édifié sur la colline du même nom, aujourd'hui église, qui domine la ville d’Oviedo, après avoir régné glorieusement l'espace de sept ans. Malgré la rigueur des châtiments qu'il inflige aux rebelles, Lucas de Tuy et Rodrigue de Tolède vantent la douceur de ce prince. Il est inhumé au panthéon des rois des Asturies, à Oviedo, à côté de sa femme, Paterna de Castille, morte en 848.

## Mariages et descendance

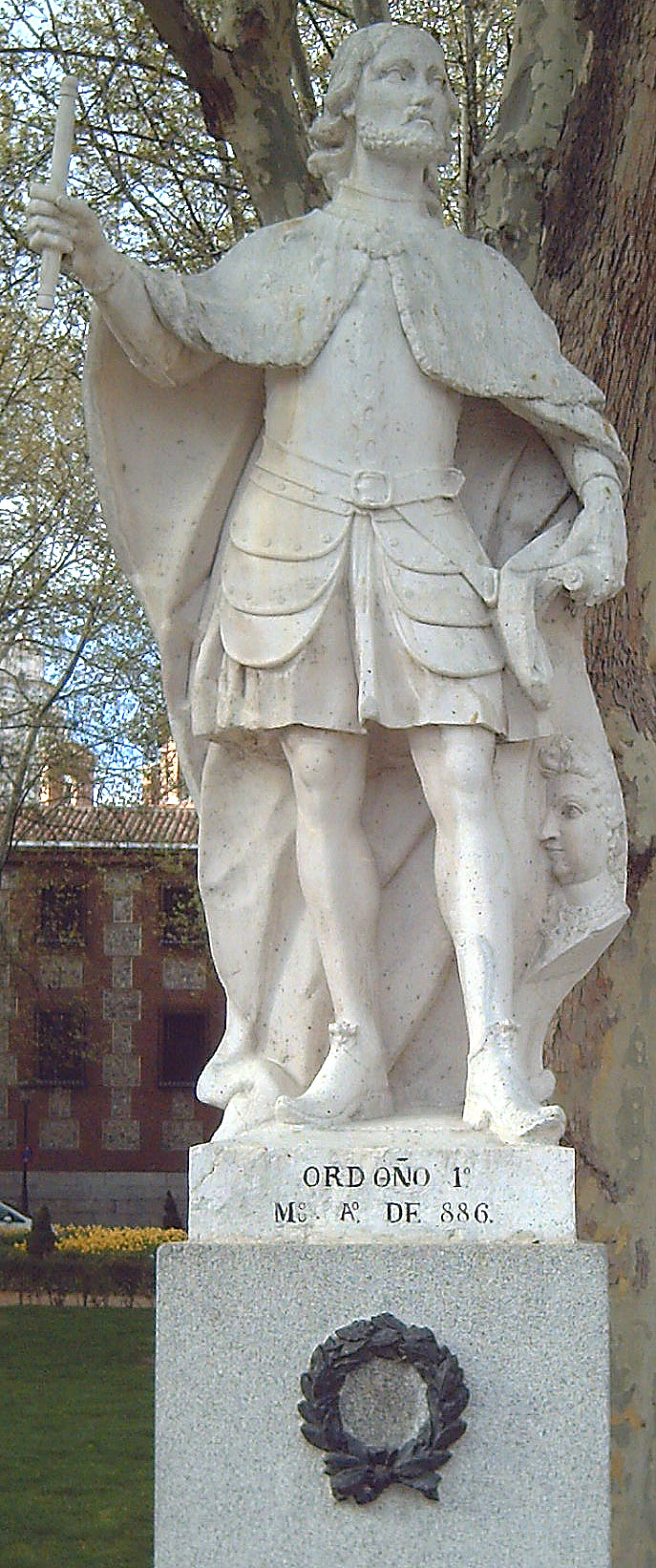
Ordoño Ier d'Oviedo.

Les sources écrites ne sont pas claires sur cet aspect de sa vie, mais on peut émettre des hypothèses :
Un premier mariage avec une Galicienne, peut-être prénommée Urraca, mère de :
- Ordoño, roi des Asturies.

Ramire Ier se remarie avec Paterna de Castille, unique héritière du comte de Bardulia (es). De cette union bien avant 842, avec une descendante d'Alphonse Ier, roi des Asturies, et d'Ermesinde, fille de Pélage est peut-être issu :
- Rodrigo de Castille.

Ramire Ier est aussi le père de :
- García, peut-être le comte Gatón de Bierso et Aldonza.

## L'art dit ramirien
Ramiro se repose de ses guerres en élevant des églises, des palais et des bains publics en marbre, dont les voûtes, construites sans bois, miracle d'architecture inouï à cette époque, excitent l'admiration des contemporains.
Les églises de Santa María del Naranco et San Miguel de Lillo ont été déclarées en 1985 patrimoine de l'humanité par l'UNESCO.

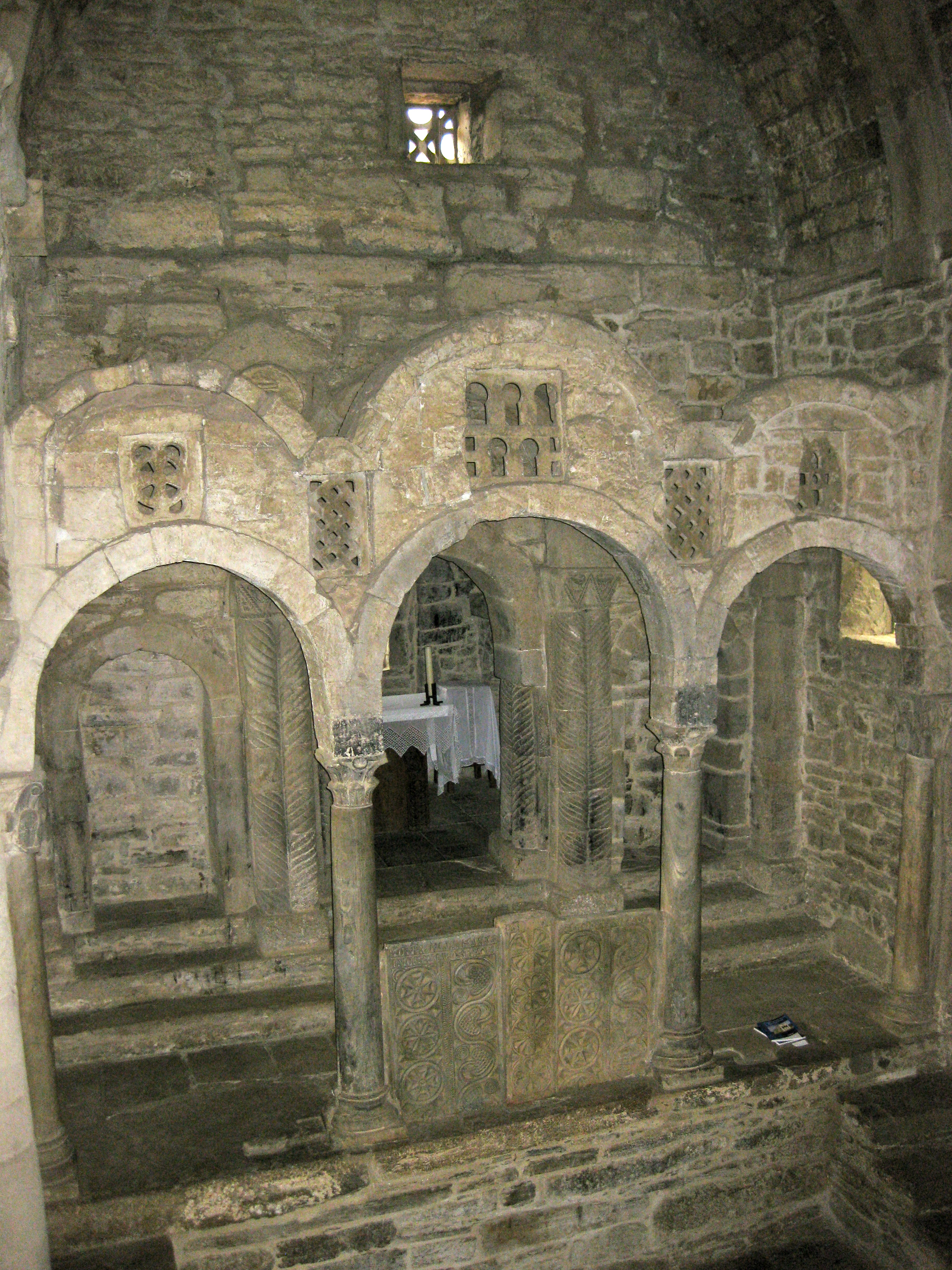
Nef de l’église de Lena datant de l’époque de Ramire.

L'an 846, Ramire taille en pièces l'armée d'Abd al-Rahman II. En mémoire de cet évènement, il bâtit, l'an 847, deux églises, l'une en l'honneur de Saint-Michel, l'autre sous l'invocation de la Sainte-Vierge. Aux temps de Ramire Ier, l'art dit ramirien se développe, considéré comme l'apogée de l'art asturien, malgré la brièveté de ce règne. Les constructions représentant le mieux cette période sont celles du Monte Naranco.
L’église de Santa María del Naranco, est considérée comme la salle du trône ou l’Aule Regia du roi Ramiro (bien que l'absence d'une abside pour placer le trône complique cette utilisation). C’était sa résidence suburbaine, et comme telle, elle sera restaurée, à partir de sa réutilisation comme église rurale, après le transfert de la capitale du royaume à León, en 913.
- L'étage inférieur est une salle couverte, sans fenêtres, divisée en trois : la pièce centrale pour la garde et les servitudes, la seconde comme chapelle royale privée, et la troisième pour les bains.
- L'étage supérieur, auquel on accède par des escaliers extérieurs, est un grand salon rectangulaire, ouvert à ses extrémités par une triple arcade. La décoration est d'influence nettement nordique ou germanique, avec des arcs très cintrés et des moulures taillées en imitant des œuvres de bois ou d’orfèvrerie.

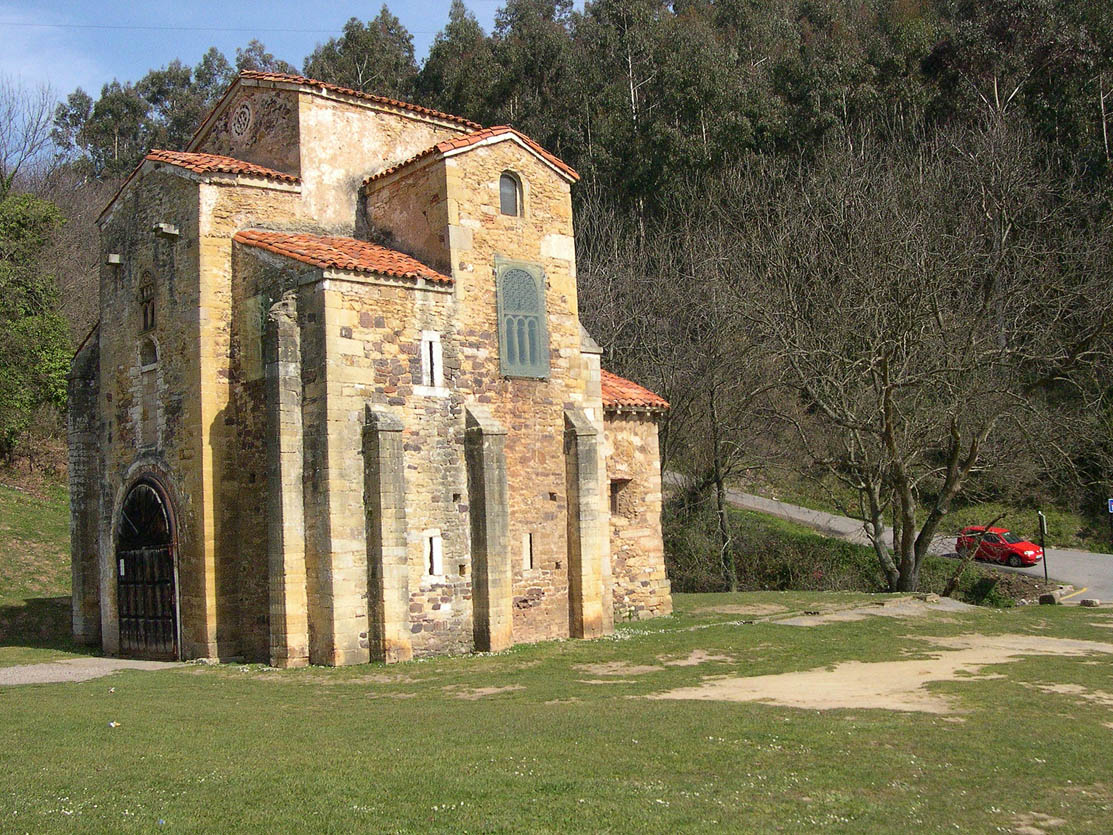
San Miguel de Lillo.

L’église San Miguel de Lillo, est l'église palatiale de Ramire Ier, comme en témoigne sa décoration sculptée. Elle conserve un morceau de la Sainte Croix, la relique la plus sacrée de l'ancien trésor wisigoth[réf. nécessaire].
- Ses caractéristiques principales sont les parties voûtées, la légèreté des supports et la tribune destinée au monarque.
- Elle possède trois nefs, mais on conservera seulement le porche avec deux espaces et le premier tronçon des nefs.
- On doit souligner les jambages des portes, qui incluent probablement une représentation du monarque lui-même, et dont le décor annonce la période romane.

L’église Santa Cristina de Lena, peut-être d'origine wisigothe, est réformée par Ramire Ier. Sa caractéristique principale est son jubé, formée par trois arcs de pierre reposant sur quatre colonnes de marbre, avec des éléments wisigoths, qui sépare le presbytère de la nef principale.
Les caractéristiques des constructions que l’on vient d'énumérer en font des bâtiments « préromans » ou de « proto-romans ». Ce terme de « préroman » ne peut pas être utilisé comme une forme artistique particulière, sinon comme l'expression générique qui désigne toute manifestation artistique qui précède l'art roman.

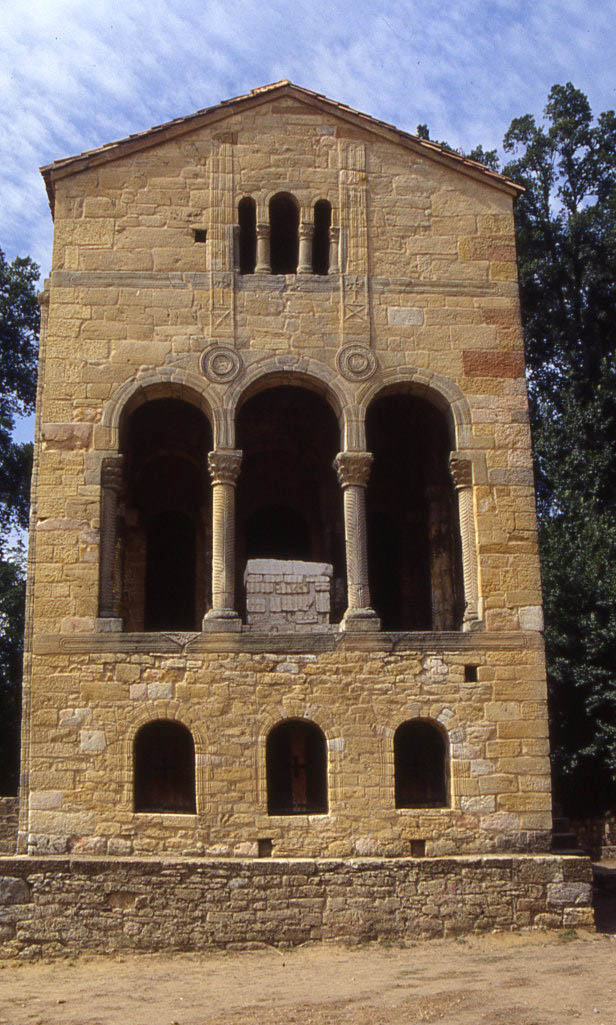
Façade Santa María del Naranco.
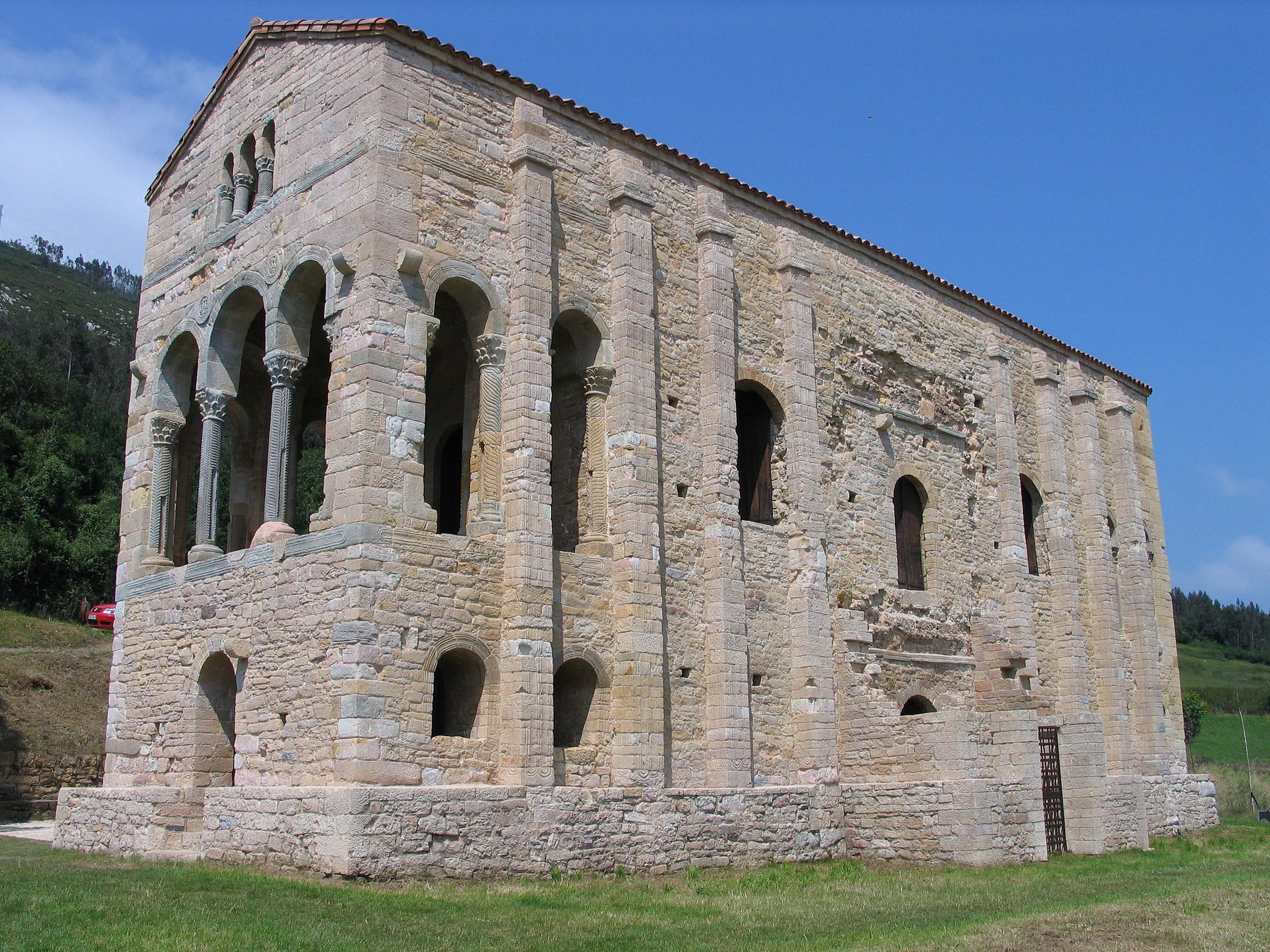
Extérieur Santa María del Naranco.
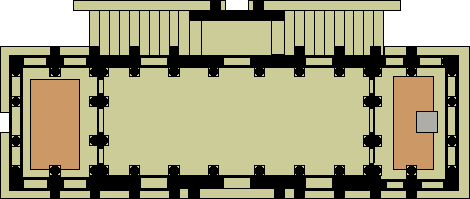
Plan Santa María del Naranco.
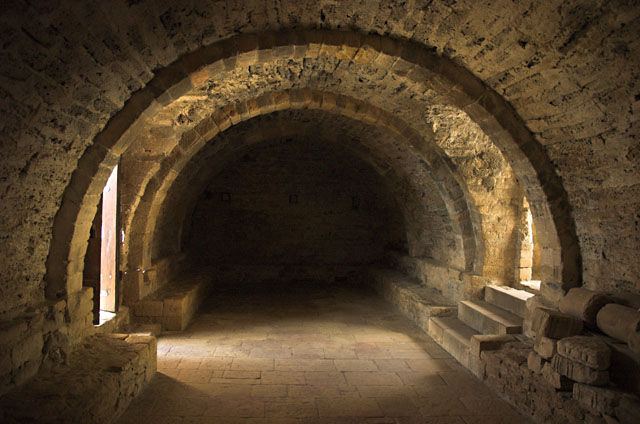
Intérieur de Santa María del Naranco.
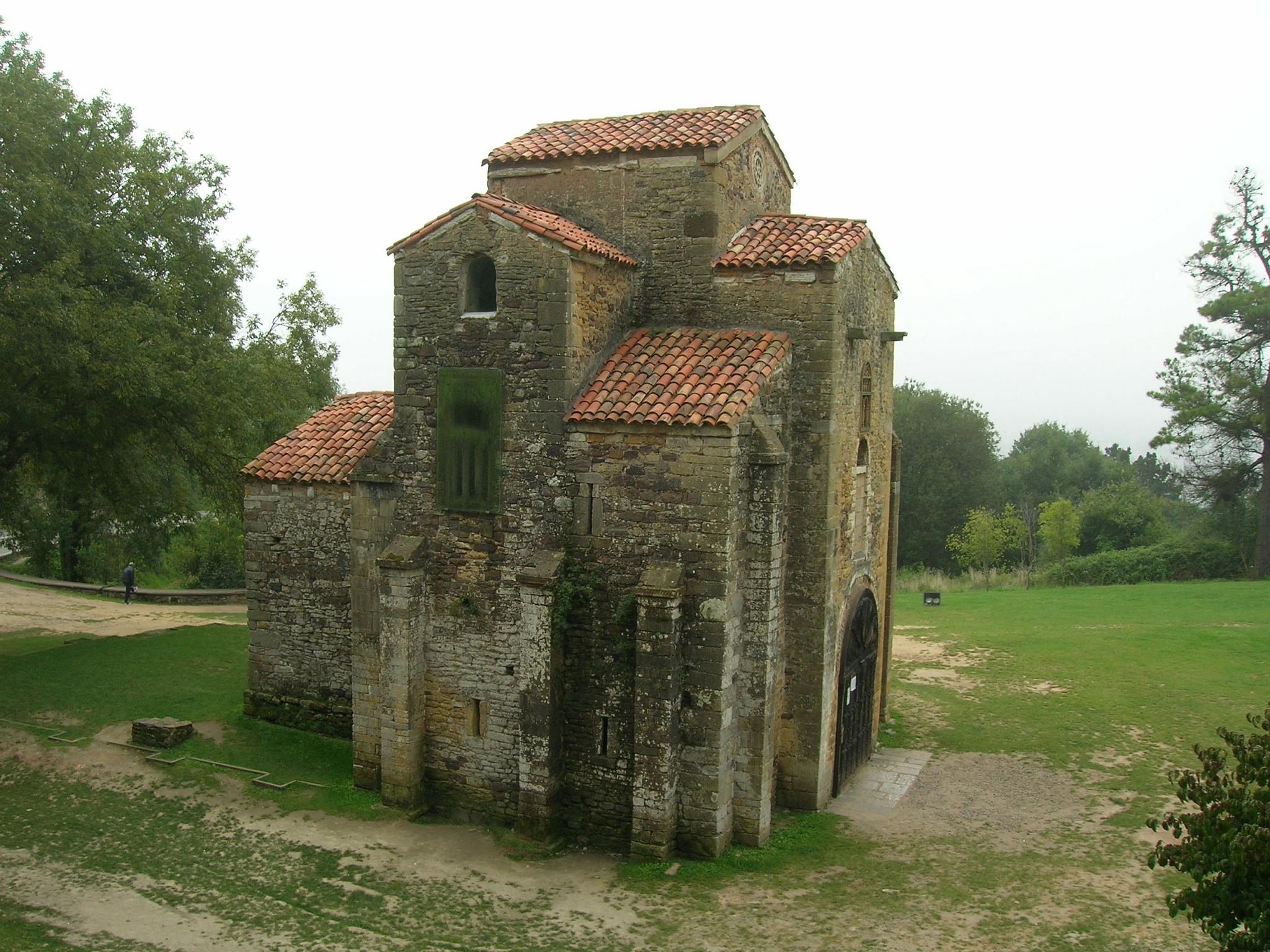
San Miguel de Lillo.
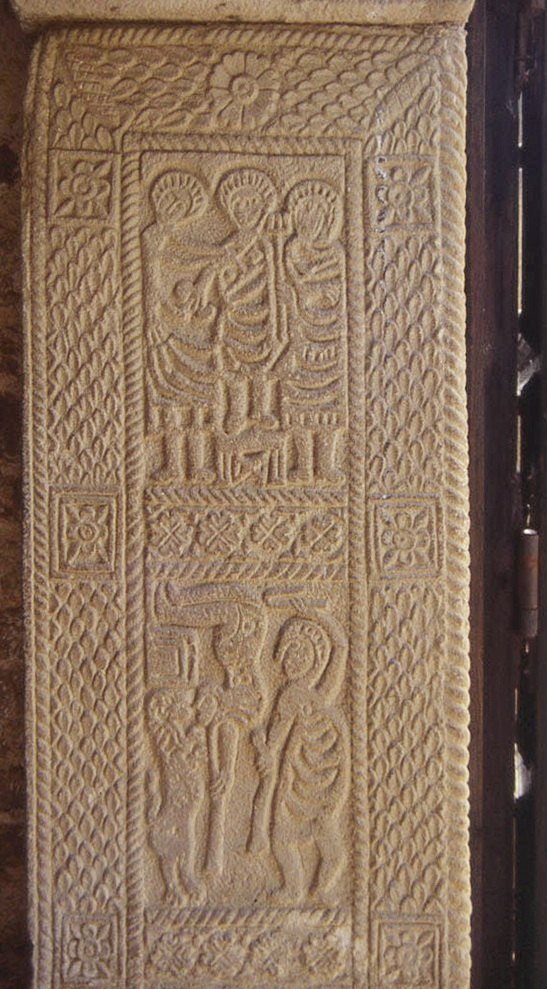
Jambage en relief de la porte d’entrée de San Miguel de Lillo.
Plan de San Miguel de Lillo.
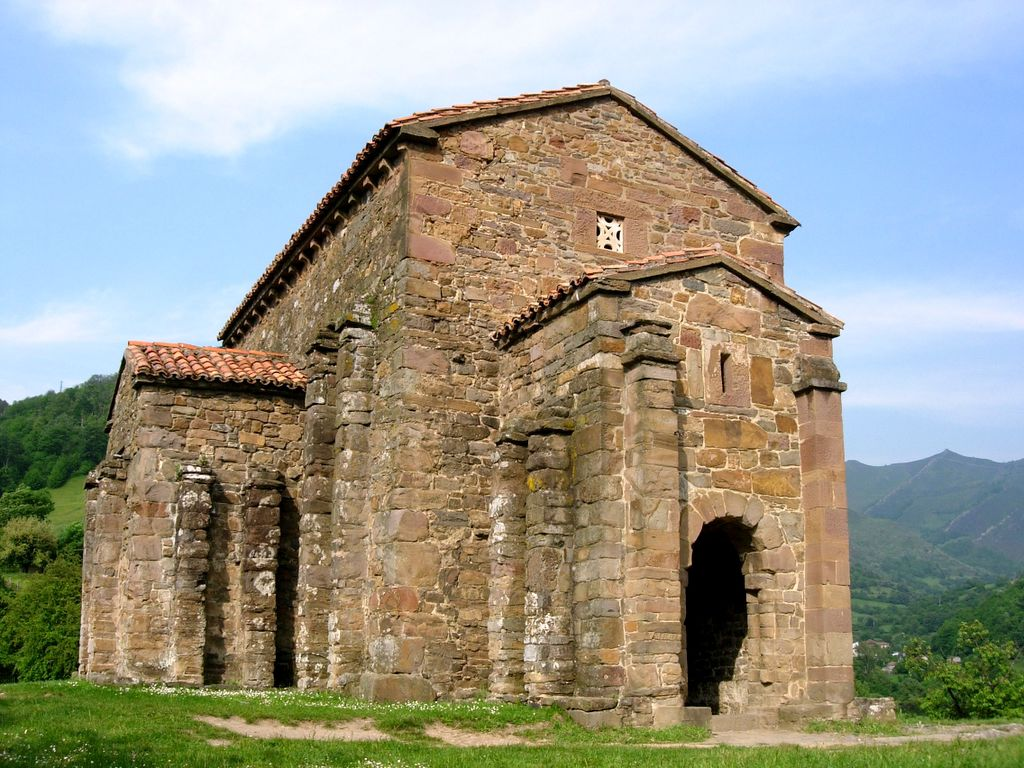
Vue de l’extérieur de Santa Cristina de Lena.
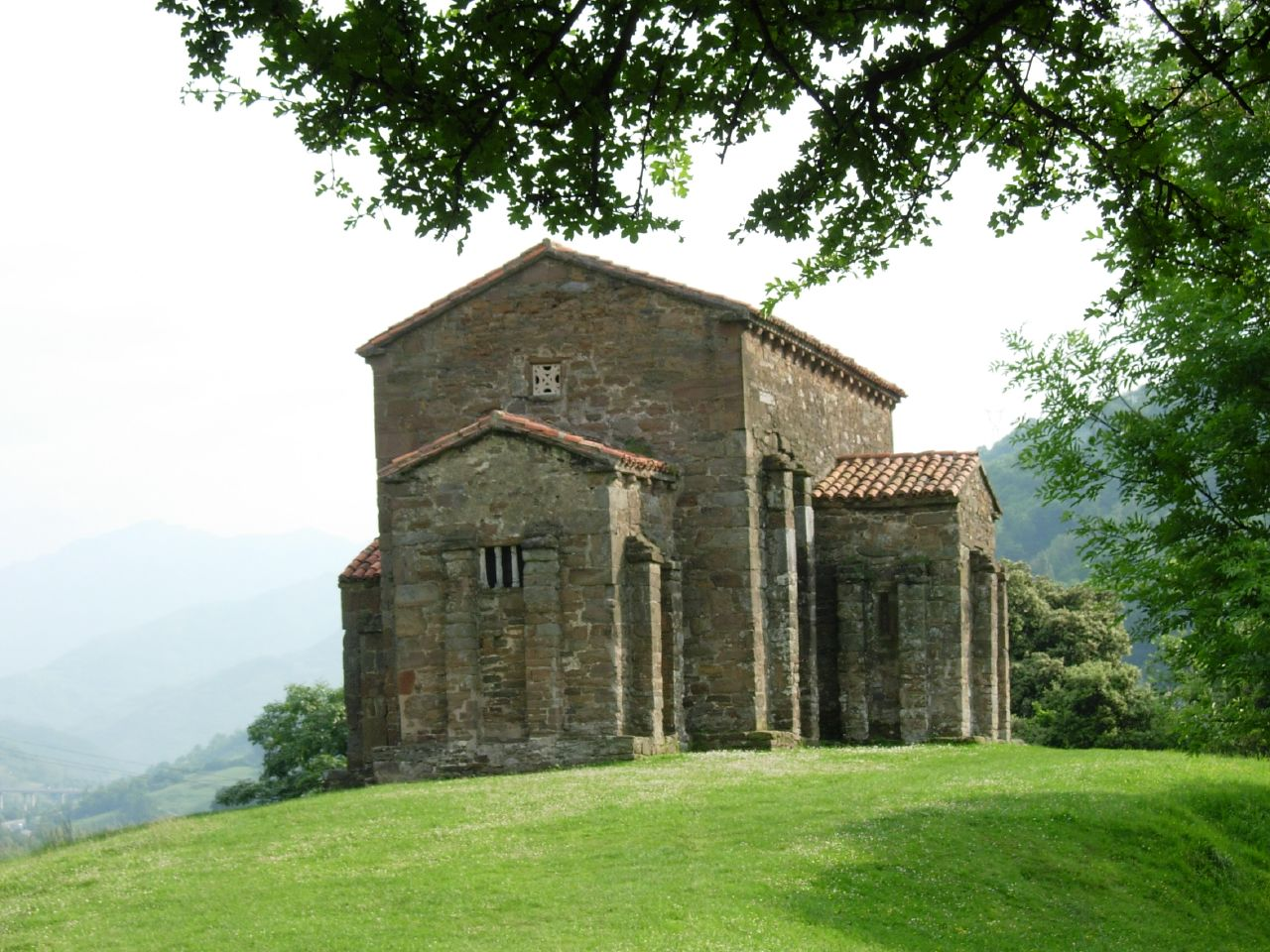
Vue de l’extérieur de Santa Cristina de Lena.
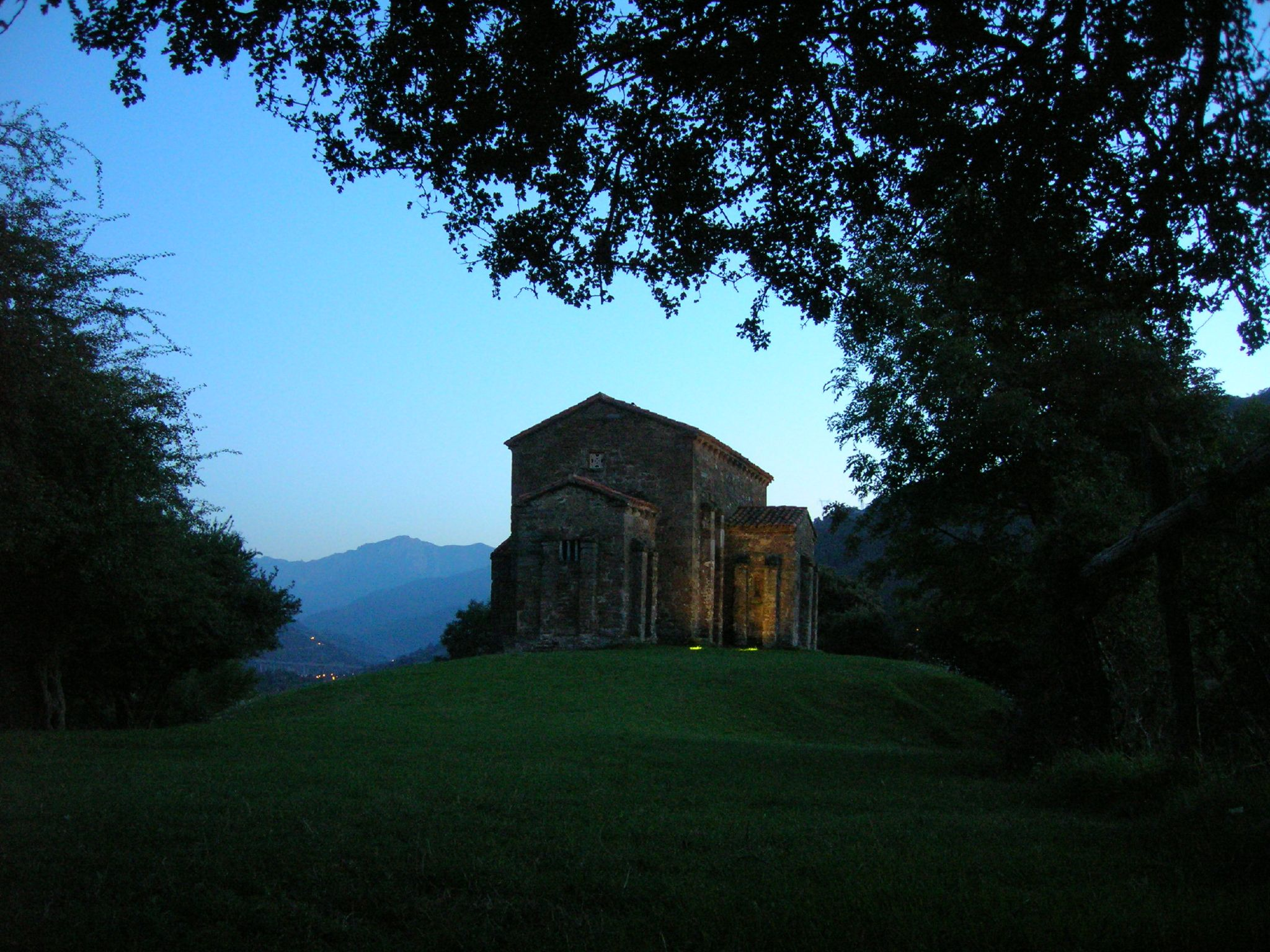
Vue de l’extérieur de Santa Cristina de Lena.